# Wątrobotrzustka
Wątrobotrzustka,, gruczoł wątrobowo-trzustkowy, gruczoł trzustkowo-wątrobowy, gruczoł jelita środkowego, czasami pisane niezgodnie z regułami ortografii jako wątrobo-trzustka lub trzustko-wątroba  (łac. hepato-pancreas) – gruczoł układu pokarmowego niektórych zwierząt, pełniący funkcję zarówno wątroby jak i trzustki.

## Stawonogi
U szczękoczułkowców i skorupiaków wątrobotrzustka formowana jest przez uchyłki jelita środkowego. W narządzie tym odbywa się trawienie oraz magazynowanie materiałów odżywczych. Gruczoł ten pełni również funkcje wydzielnicze, a u skorupiaków zachodzi w nim wchłanianie. U szczękoczułkowców gruczoł ten ma postać wielu ślepo zakończonych uchyłków (u wielu pajęczaków narząd ten łączy się jednak z tyłu z jelitem tylnym), a u skorupiaków formę gąbczastą. Wątrobotrzustka skorupiaków magazynuje m.in. tłuszcze, glikogen oraz wapń, a wydziela enzymy trawienne.
Narządu tego nie posiadają sześcionogi (w tym owady), natomiast u krocionogów analogiczną funkcję do gruczołu wątrobowo-trzustkowego skorupiaków pełni warstwa komórek otaczających jelito środkowe.

## Mięczaki
U mięczaków gruczoł ten produkuje głównie amylazę, ale także inne enzymy trawienne.
U ślimaków gruczoł ten złożony jest z dwóch płatów, których przewody uchodzą do żołądka. U tyłoskrzelnych jednak lewy płat charakteryzuje się częstszymi podziałami komórkowymi, rosnąc szybciej i już w stadium weligera jest większy niż prawy. U niektórych gatunków, m.in. z rodzaju Adalaria, prawy płat zanika po metamorfozie. 
Wśród tyłoskrzelnych zwartą budową tego narządu odznaczają się Anaspidea, Cephalaspidea, Pleurobranchoidea, Ubroculomorpha czy Doridae. Porozgałęzianą i wnikającą w czułkowate wyrostki wątrobotrzustką wyróżniają się Aeolidacea i workojęzykowce (Sacoglossa). Do tych pierwszych należy rodzaj Phyllodesmium, którego niektórzy przedstawiciele posiadają w wątrobotrzustce aktywne, przeprowadzające fotosyntezę zooksantelle z rodzaju Symbiodinium. Ponadto u Aeolidacea dystalne uchyłki tego gruczołu tworzą woreczki parzydełkowe, w których nabłonku przechowywane są sprawne komórki parzydełkowe służące ślimakowi do obrony. U wielu workojęzykowców z kolei (np. należących do rodzaju Elysia i u Plakobranchus ocellatus) występuje kleptoplastia – symbioza polegająca na tym, że w nabłonku wątrobotrzustki przechowywane są sprawne chloroplasty zjedzonych i strawionych glonów, które dostarczają ślimakowi mono- i disacharydy.
Małże mają wątrobotrzustkę bardzo nieregularnego kształtu. Rozgałęzia się ona, otaczając żołądek i wnikając pomiędzy gonady, tkankę łączną i mięśnie. Narząd ten składa się z pęcherzyków o ścianach złożonych z komórek trawiennych i piramidalnych komórek wydzielniczych, od których odchodzą kanały wtórne, łączące się w kanały główne, które uchodzą do żołądka.
U głowonogów gruczoł ten uchodzi do spiralnego uchyłka między jelitem środkowym i tylnym, przy czym u dwuskrzelnych jest on rozdzielony na dwie części, które u kałamarnic i wampirzyc stanowią odrębne organy uchodzące własnymi przewodami do żołądka. Pierwsza część jest gąbczasta, określana jako gruczoł trawienny (dawniej „wątroba”) i produkuje enzymy, natomiast druga jest bardziej zwarta, określana jako organ trawienno-chłonący i odpowiada głównie za wchłanianie.

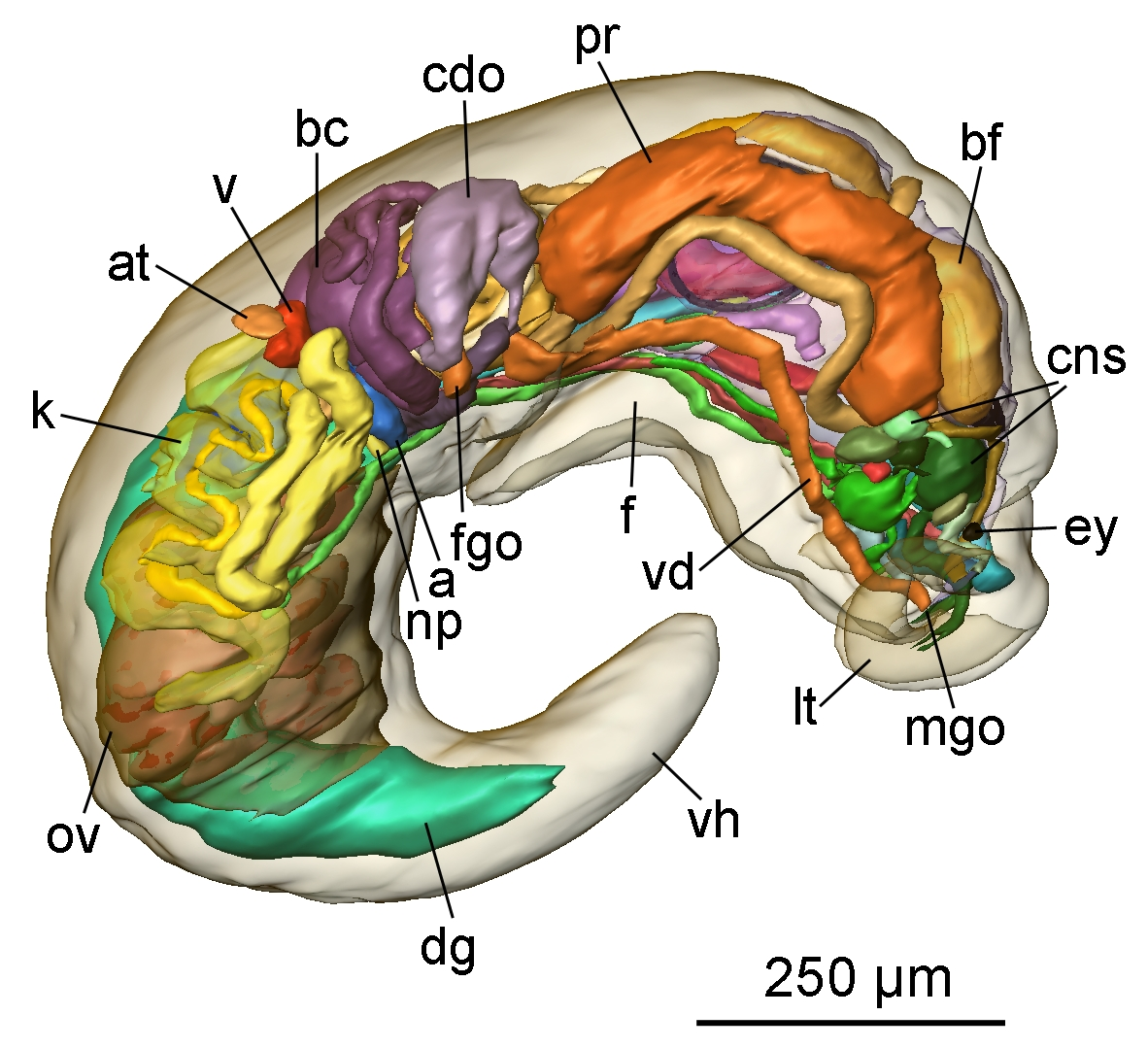
Rekonstrukcja 3D budowy ślimaka Pseudunela cornuta. Wątrobotrzustka oznaczona symbolem dg i barwą turkusową
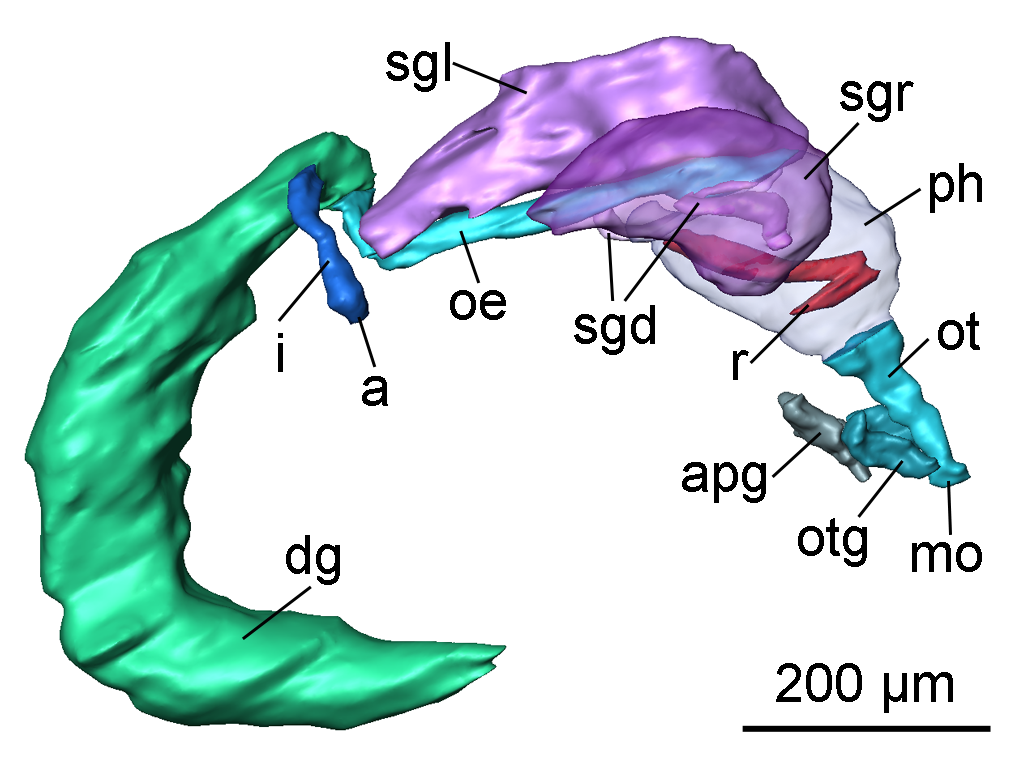
Rekonstrukcja 3D budowy przewodu pokarmowego ślimaka Pseudunela cornuta. Wątrobotrzustka oznaczona symbolem dg i barwą turkusową
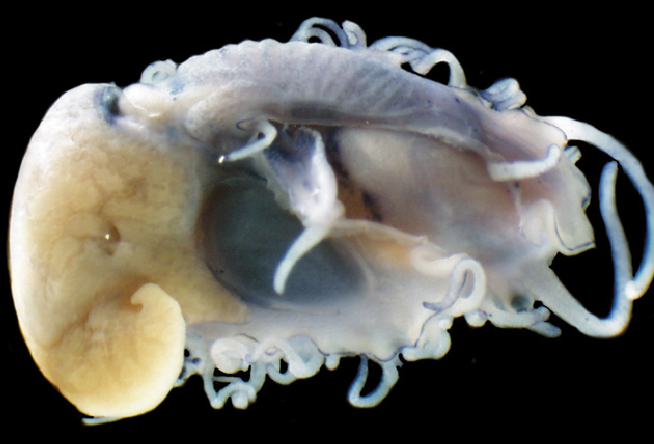
Forma młodociana ślimaka Haliotis asinina z usuniętą muszlą. Żółta wątrobotrzustka widoczna po lewej
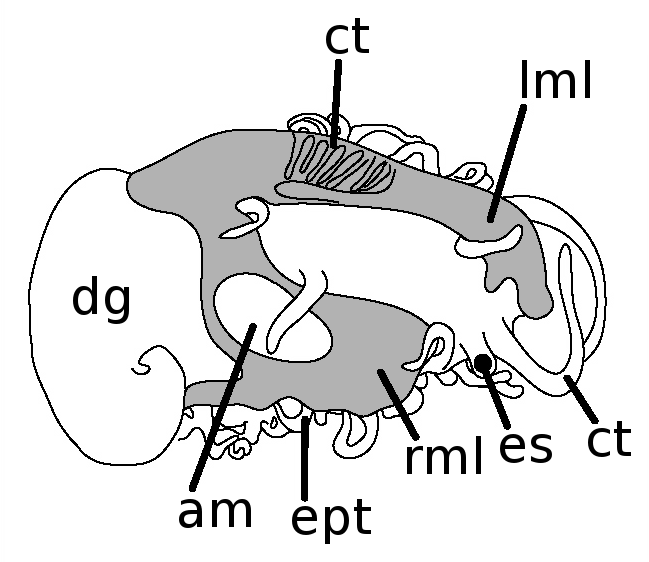
Schemat na podstawie zdjęcia obok. Wątrobotrzustka oznaczona symbolem dg
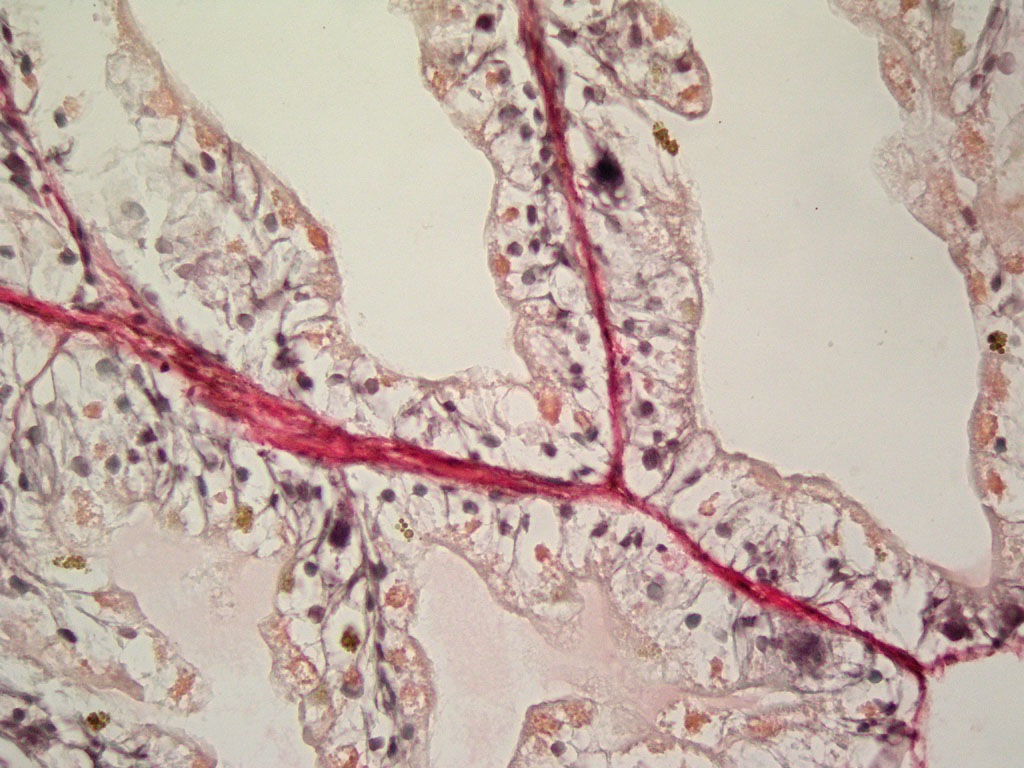
Budowa histologiczna wątrobotrzustki ślimaka Deroceras laeve
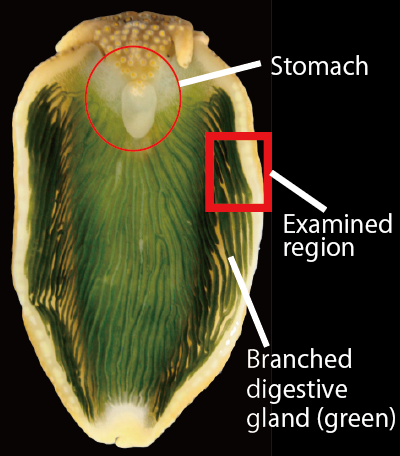
Grzbietowa strona znieczulonego Plakobranchus ocellatus. Barwę zieloną mają uchyłki wątrobotrzustki zawierające chloroplasty